# Arichanna magna
Arichanna magna är en fjärilsart som beskrevs av Alexander Michailovitsch Djakonov. Arichanna magna ingår i släktet Arichanna och familjen mätare. Inga underarter finns listade i Catalogue of Life.